# NGC 2258
NGC 2258 je galaksija u zviježđu Žirafi.

## Vanjske poveznice
- SEDS: NGC 2258